# Dalhousie (Indie)
Dalhousie – miasto w północnych Indiach w stanie Himachal Pradesh, w zachodnich Himalajach. Zostało założone przez imperium brytyjskie w 1854 roku.
Populacja miasta w 2001 roku wynosiła 7419 mieszkańców.